# Wheeler (Texas)
Wheeler és una població dels Estats Units a l'estat de Texas. Segons el cens del 2000 tenia 1.378 habitants.

## Demografia
Segons el cens del 2000, Wheeler tenia 1.378 habitants, 520 habitatges, i 365 famílies. La densitat de població era de 347,7 habitants per km².
Dels 520 habitatges en un 33,5% hi vivien nens de menys de 18 anys, en un 58,8% hi vivien parelles casades, en un 8,5% dones solteres, i en un 29,8% no eren unitats familiars. En el 28,3% dels habitatges hi vivien persones soles el 18,5% de les quals corresponia a persones de 65 anys o més que vivien soles. El nombre mitjà de persones vivint en cada habitatge era de 2,48 i el nombre mitjà de persones que vivien en cada família era de 3,04.
Per edats la població es repartia de la següent manera: un 25% tenia menys de 18 anys, un 8,4% entre 18 i 24, un 21,4% entre 25 i 44, un 23,4% de 45 a 60 i un 21,8% 65 anys o més.
L'edat mediana era de 41 anys. Per cada 100 dones de 18 o més anys hi havia 83,7 homes.
La renda mediana per habitatge era de 31.375 $ i la renda mediana per família de 36.667 $. Els homes tenien una renda mediana de 27.679 $ mentre que les dones 16.723 $. La renda per capita de la població era de 17.224 $. Aproximadament el 6,8% de les famílies i el 10,2% de la població estaven per davall del llindar de pobresa.

## Poblacions més properes
El següent diagrama mostra les poblacions més properes.